# Danh sách cầu thủ tham dự Cúp bóng đá châu Phi 1968
Dưới đây là danh sách các đội hình thi đấu tại Cúp bóng đá châu Phi 1968.

## Bảng A

### Algérie
Huấn luyện viên:  Lucien Leduc

| Số | VT | Cầu thủ                | Ngày sinh (tuổi)            | Trận | Bàn | Câu lạc bộ     |
| -- | -- | ---------------------- | --------------------------- | ---- | --- | -------------- |
|    | TM | Mohamed Abrouk         | 30 tháng 11, 1945 (22 tuổi) |      |     | CR Belcourt    |
|    | TM | Abdelkrim Laribi       | 25 tháng 12, 1943 (24 tuổi) |      |     | IRB Sougueur   |
|    | HV | Ali Attoui             | 21 tháng 1, 1942 (25 tuổi)  |      |     | Hamra Annaba   |
|    | HV | Boubekeur Belbekri (c) | 7 tháng 1, 1942 (26 tuổi)   |      |     | USM Alger      |
|    | HV | Ahmed Bouden           | 4 tháng 12, 1938 (29 tuổi)  |      |     | Hamra Annaba   |
|    | HV | Messaoud Belloucif     | 30 tháng 11, 1940 (27 tuổi) |      |     | AS Khroub      |
|    | HV | Lakhdar Bouyahi        | 21 tháng 1, 1946 (21 tuổi)  |      |     | NA Hussein Dey |
|    | HV | Kamel Lemoui           | 10 tháng 7, 1939 (28 tuổi)  |      |     | CR Belcourt    |
|    | TV | Djilali Abdi           | 25 tháng 11, 1943 (24 tuổi) |      |     | USM Bel-Abbès  |
|    | TV | Hacène Djemaâ          | 6 tháng 1, 1942 (26 tuổi)   |      |     | CR Belcourt    |
|    | TV | Abdellah Kechra        | 31 tháng 1, 1945 (22 tuổi)  |      |     | ASM Oran       |
|    | TV | Djilali Selmi          | 4 tháng 9, 1946 (21 tuổi)   |      |     | CR Belcourt    |
|    | TV | Mustapha Seridi        | 18 tháng 4, 1941 (26 tuổi)  |      |     | ES Guelma      |
|    | TV | Hacène Lalmas          | 12 tháng 3, 1943 (24 tuổi)  |      |     | CR Belcourt    |
|    | TĐ | Boualem Amirouche      | 1 tháng 10, 1942 (25 tuổi)  |      |     | RC Kouba       |
|    | TĐ | Kamel Beroudji         | 9 tháng 9, 1945 (22 tuổi)   |      |     | OM Ruisseau    |
|    | TĐ | Achour Louahdi         | 14 tháng 3, 1938 (29 tuổi)  |      |     | CR Belcourt    |
|    | TĐ | Noureddine Hachouf     | 10 tháng 5, 1940 (27 tuổi)  |      |     | ES Guelma      |
|    | TĐ | Mokhtar Khalem         | 10 tháng 10, 1944 (23 tuổi) |      |     | CR Belcourt    |

### Ethiopia
Huấn luyện viên:  Ferenc Szűcs

| Số | VT | Cầu thủ                   | Ngày sinh (tuổi)           | Trận | Bàn | Câu lạc bộ            |
| -- | -- | ------------------------- | -------------------------- | ---- | --- | --------------------- |
|    | TM | Getachew Abebe            |                            |      |     | Saint George SC       |
|    | TM | Amdemichael Gebreselassie |                            |      |     | EEPCO FC              |
|    | TM | Awad Mohammed             |                            |      |     | Saint George SC       |
|    |    | Abraha Araya              |                            |      |     | Embasoira FC          |
|    |    | Fesseha Woldemanuel       |                            |      |     | Saint George SC       |
|    |    | Bekuretsion Gebrehiwot    |                            |      |     | Hamasien FC           |
|    | HV | Berhe Goitom              |                            |      |     | EEPCO FC              |
|    | TV | Luciano Vassalo           | 15 tháng 8, 1935 (32 tuổi) |      |     | Cotton Factory Club   |
|    |    | Girma Asmerom             |                            |      |     | Dagnew                |
|    | TV | Mengistu Worku            |                            |      |     | Saint George SC       |
|    |    | Kiflom Araya              |                            |      |     | Ethiopian Airlines FC |
|    |    | Shewangizaw Agonafer      |                            |      |     | Saint George SC       |
|    |    | Getachew Wolde            |                            |      |     | Cotton Factory Club   |
|    |    | Abdulrahman Abdalla       |                            |      |     | Hamasien FC           |
|    |    | Haile Tesfagabir          |                            |      |     | Tele SC               |
|    |    | Bereket Amdemichael       |                            |      |     | Hamasien FC           |
|    |    | Tekeda Alemu              |                            |      |     | Saint George SC       |
|    |    | Getachew Gelashe          |                            |      |     | Ethio-Cement          |
|    |    | Haile-Abebe Woldegiorgis  |                            |      |     | Mekuria               |
|    |    | Eshetu Gebrehiwot         |                            |      |     | Saint George SC       |
|    |    | Getachew Abdo             |                            |      |     | Saint George SC       |
|    |    | Tesfaye Gebremedhin       |                            |      |     | Tele SC               |

### Bờ Biển Ngà
Huấn luyện viên:  Paul Gévaudan

| Số | VT | Cầu thủ             | Ngày sinh (tuổi) | Trận | Bàn | Câu lạc bộ\|    |
| -- | -- | ------------------- | ---------------- | ---- | --- | --------------- |
|    | TM | Jean Keita          |                  |      |     | ASEC Mimosas    |
|    |    | Joseph Niankouri    |                  |      |     | Africa Sports   |
|    |    | François Zady       |                  |      |     | Stade d'Abijjan |
|    | HV | Henri Konan         |                  |      |     | Stade d'Abidjan |
|    |    | Mathias Diagou      |                  |      |     | Stade d'Abidjan |
|    |    | Jean-Louis Bozon    |                  |      |     | Stella Club     |
|    |    | Christophe base     |                  |      |     | ASEC Mimosas    |
|    | HV | Séry Wawa           |                  |      |     | Africa Sports   |
|    |    | Yapobi              |                  |      |     |                 |
|    |    | Joseph Bléziri      |                  |      |     | Stade d'Abidjan |
|    | TĐ | Eustache Manglé     |                  |      |     | ASEC Mimosas    |
|    | TĐ | François Tahi       |                  |      |     | Stade d'Abidjan |
|    | TĐ | Laurent Pokou       |                  |      |     | ASEC Mimosas    |
|    |    | Dominique Yovan     |                  |      |     |                 |
|    | TV | Ernest Kallet Bialy |                  |      |     | Africa Sports   |
|    | TĐ | Maurice Déhi        |                  |      |     | Stade d'Abidjan |
|    |    | Apollinaire N'Zi    |                  |      |     | Stella Club     |

### Uganda
Huấn luyện viên: Robert Kiberu

| Số | VT | Cầu thủ           | Ngày sinh (tuổi) | Trận | Bàn | Câu lạc bộ\| |
| -- | -- | ----------------- | ---------------- | ---- | --- | ------------ |
|    | TM | Joseph Masajjage  |                  |      |     | Express      |
|    | TM | George Bukenya    |                  |      |     | Coffee       |
|    |    | James Lukwago     |                  |      |     | Uganda       |
|    |    | Ibrahim Dafala    |                  |      |     | Express      |
|    | HV | David Otti        |                  |      |     | Coffee       |
|    |    | Ben Ezaga         |                  |      |     | Prisons      |
|    |    | Stephen Baraza    |                  |      |     | Prisons      |
|    |    | Parry Oketch (C)  |                  |      |     | Prisons      |
|    |    | John Ddibya       |                  |      |     | Army         |
|    |    | Polly Ouma        |                  |      |     | Army         |
|    |    | Swalleh Wasswa    |                  |      |     | Army         |
|    | TĐ | Denis Obua        |                  |      |     | Police       |
|    |    | Kefa Lori         |                  |      |     |              |
|    |    | Peter Okee        |                  |      |     | Prisons      |
|    |    | Ben Mukasa        |                  |      |     | Coffee       |
|    |    | Francis Kulabigwo |                  |      |     | Coffee       |

## Bảng B

### Congo-Brazzaville
Huấn luyện viên: Paul Ebondzibato

| Số | VT | Cầu thủ                       | Ngày sinh (tuổi)           | Trận | Bàn | Câu lạc bộ            |
| -- | -- | ----------------------------- | -------------------------- | ---- | --- | --------------------- |
|    | TM | Maxime Matsima                |                            |      |     | Diables Noirs         |
|    | TM | Joseph Ngassaki               |                            |      |     | CARA Brazzaville      |
|    | TM | Paul Tandou                   |                            |      |     | Diables Noirs         |
|    | HV | Louis Akouala                 |                            |      |     | Étoile du Congo       |
|    | HV | Adolphe "Amoyen" Bibandzoulou |                            |      |     | Diables Noirs         |
|    | HV | Serge-Samuel Boukaka          |                            |      |     | Étoile du Congo       |
|    | HV | Alphonse Niangou              |                            |      |     | Standard Liège        |
|    | TV | Maurice "Fontaine" Ondzola    |                            |      |     | Abeilles FC           |
|    | TV | Germain "Jadot" Dzabana       |                            |      |     | Diables Noirs         |
|    | TV | Marcel Koko                   |                            |      |     | Étoile du Congo       |
|    | TV | Michel "Chine" Miéré          |                            |      |     | Patronage Sainte-Anne |
|    | TĐ | Emile Batoukeba               |                            |      |     | Étoile du Congo       |
|    | TĐ | Jean-Chrysostome Bikouri      |                            |      |     | Diables Noirs         |
|    | TĐ | Jean-Bernard Foundoux         |                            |      |     | Patronage Sainte-Anne |
|    | TĐ | Jean "Jeannot" Foutika        |                            |      |     |                       |
|    | TĐ | Jean-Michel M'Bono            | 27 tháng 1, 1946 (21 tuổi) |      |     | Étoile du Congo       |
|    | TĐ | Michel Ongagna                |                            |      |     | Étoile du Congo       |
|    |    | Maurice Filankembo            |                            |      |     | Patronage Sainte-Anne |
|    |    | Christophe Ombelle            |                            |      |     | Patronage Sainte-Anne |
|    |    | François Poaty                |                            |      |     | Vita Club Mokanda     |
|    |    | Léon Tchikaya                 |                            |      |     | Étoile du Congo       |

### Congo-Kinshasa
Huấn luyện viên:  Ferenc Csanádi

| Số | VT | Cầu thủ               | Ngày sinh (tuổi)            | Trận | Bàn | Câu lạc bộ                  |
| -- | -- | --------------------- | --------------------------- | ---- | --- | --------------------------- |
|    | TM | Kazadi Mwamba         | 6 tháng 3, 1947 (20 tuổi)   |      |     | TP Englebert                |
|    | TM | Bernard Matumona      |                             |      |     | FC Himalaya                 |
|    | TM | Augustin Ebengo       |                             |      |     | CS Imana                    |
|    |    | Salomon Mange         |                             |      |     | AS Vita Club                |
|    |    | Elias Tshimanga       |                             |      |     | US Kipushi                  |
|    | HV | Pierre Katumba        |                             |      |     | TP Englebert                |
|    | HV | Mwanza Mukombo        | 17 tháng 12, 1945 (22 tuổi) |      |     | TP Englebert                |
|    | TV | Kembo Uba Kembo       | 27 tháng 12, 1947 (20 tuổi) |      |     | AS Vita Club                |
|    | TV | Kidumu Mantantu       | 17 tháng 11, 1946 (21 tuổi) |      |     | Diables Rouges de Thysville |
|    | TV | Kibonge Mafu          | 12 tháng 2, 1945 (22 tuổi)  |      |     | AS Vita Club                |
|    | TĐ | Pierre Kalala Mukendi | 22 tháng 11, 1939 (28 tuổi) |      |     | TP Englebert                |
|    |    | Mwana Kasongo         | 10 tháng 10, 1938 (29 tuổi) |      |     | CS Imana                    |
|    |    | Léon Mungamuni        |                             |      |     | FC Nomades                  |
|    |    | Albert Bilengi        |                             |      |     |                             |
|    |    | Ignace Muwawa         |                             |      |     | CS Imana                    |
|    |    | Nicodème Kabamba (c)  |                             |      |     | CS Imana                    |
|    |    | Yenga Mokili          |                             |      |     | AS Dragons                  |
|    | HV | Paul Mbuli            |                             |      |     | FC Himalaya                 |
|    |    | Albert Mwila          |                             |      |     | AS Dragons                  |
|    |    | Emmanuel Ngenyibungi  |                             |      |     | Union St-Gilloise           |
|    |    | Philippe Mvukani      |                             |      |     | AS Dragons                  |
|    |    | Freddy Mulongo        |                             |      |     | CS Imana                    |
|    |    | Simon Lembi           |                             |      |     | FC Mikado                   |

### Ghana
Huấn luyện viên:  Carlos Alberto Parreira
| Số | Vt | Cầu thủ                  | Ngày sinh (tuổi)            | Số trận | Câu lạc bộ       |
| -- | -- | ------------------------ | --------------------------- | ------- | ---------------- |
|    | TM | John Bortey Naawu        | 27 tháng 8, 1947 (20 tuổi)  |         | Great Olympics   |
|    | TM | Robert Mensah            |                             |         | Asante Kotoko    |
|    | TM | Emmanuel Anue Kofi       |                             |         | Asante Kotoko    |
|    | HV | Charles Addo Odametey    | 23 tháng 2, 1937 (30 tuổi)  |         | Hearts of Oak    |
|    | HV | Tetteh Bukey             |                             |         | Great Olympics   |
|    | HV | Franklin Crentsil        |                             |         |                  |
|    | HV | John Eshun               | 17 tháng 7, 1942 (25 tuổi)  |         | Sekondi Hasaacas |
|    | HV | Ben Kusi                 | 1 tháng 6, 1939 (28 tuổi)   |         | Asante Kotoko    |
|    | TV | Oliver Acquah            | 22 tháng 3, 1946 (21 tuổi)  |         | Asante Kotoko    |
|    | TV | Edward Boye              |                             |         | Great Olympics   |
|    | TV | Joe Ghartey              |                             |         | Hearts of Oak    |
|    | TV | Osei Kofi                | 3 tháng 6, 1940 (27 tuổi)   |         | Asante Kotoko    |
|    | TV | Frank Odoi               | 23 tháng 2, 1943 (24 tuổi)  |         | Great Olympics   |
|    | TV | Ibrahim Sunday           | 22 tháng 7, 1944 (23 tuổi)  |         | Asante Kotoko    |
|    | TV | Joseph Wilson            | 2 tháng 12, 1939 (28 tuổi)  |         | Asante Kotoko    |
|    | TĐ | Robert Foley             | 16 tháng 10, 1943 (24 tuổi) |         | Hearts of Oak    |
|    | TĐ | Amusa Gbadamosi          | 15 tháng 4, 1942 (25 tuổi)  |         | Hearts of Oak    |
|    | TĐ | Malik Jabir              | 8 tháng 12, 1944 (23 tuổi)  |         | Asante Kotoko    |
|    | TĐ | Cecil Jones Attuquayefio | 18 tháng 10, 1944 (23 tuổi) |         | Great Olympics   |
|    | TĐ | Wilberforce Mfum         | 28 tháng 8, 1936 (31 tuổi)  |         | Asante Kotoko    |
|    | TĐ | Sammy Stevens Sampene    | 18 tháng 12, 1942 (25 tuổi) |         | Asante Kotoko    |

### Sénégal
Huấn luyện viên:Lamine Diack

| Số | VT | Cầu thủ                | Ngày sinh (tuổi) | Trận            | Bàn | Câu lạc bộ\|          |
| -- | -- | ---------------------- | ---------------- | --------------- | --- | --------------------- |
|    | TM | Amady Thiam            |                  |                 |     | Jeanne d'Arc          |
|    | TM | Toumani Diallo*        |                  |                 |     | Foyer France Sénégal  |
|    |    | Amadou Moustapha Dieng |                  |                 |     | Jeanne d'Arc          |
|    | HV | Issa Mbaye             |                  |                 |     | Foyer France Sénégal  |
|    |    | Djibril Alioune Guèye  |                  |                 |     | Réveil de Saint-Louis |
|    | TĐ | Louis Camara           |                  |                 |     | Espoirs de Dakar      |
|    | TV | Louis Gomis            |                  |                 |     | Foyer France Sénégal  |
|    |    | Baye Moussé Paye       |                  |                 |     | US Gorée              |
|    |    | Yatma Diouck           |                  |                 |     | Réveil de Saint-Louis |
|    |    | Yérim Diagne           | {{{tuổi}}}       | {{{số lần áo}}} |     | Réveil de Saint-Louis |
|    |    | Mohamed Diongue        |                  |                 |     | Espoir de Dakar       |
|    |    | Abdoulaye Diaye        |                  |                 |     | Sénégal               |
|    |    | Moustapha Diop         |                  |                 |     | SC Amiens             |
|    |    | Insa Diagne            |                  |                 |     | Sénégal               |

- Toumani Diallo was injured shortly trước giải đấu, and perhaps didn't travel with the squad.